# جون س. سانفورد
جون س. سانفورد (بالإنجليزية: John C. Sanford)‏ هو عالم وراثة وعالم كيمياء حيوية أمريكي، ولد في 1950.